# Madonna (singolo Secret)
Madonna è il primo singolo giapponese del gruppo musicale sudcoreano Secret, pubblicato nel 2011 dall'etichetta discografica Sony Music Associated Records.

## Il disco
Le Secret pubblicarono la versione giapponese del video musicale della title track, "Madonna", il 14 giugno 2011, e il singolo completo il 3 agosto, in tre diverse edizioni: l'edizione normale, l'edizione limitata A, contenente anche il DVD con il video musicale e la versione dance di "Madonna", e l'edizione limitata B, contenente, invece, il making-of del brano. "Madonna" arrivò alla nona posizione nella classifica di Oricon del 10 agosto.

## Tracce
1. Madonna – 3:43 (testo: Kang Jiwon – musica: Kang Jiwon, Kim Kibum)
2. My Boy – 3:42
3. Madonna (Inst.) – 3:43 (testo: Kang Jiwon – musica: Kang Jiwon, Kim Kibum)
4. My Boy (Inst.) – 3:42
5. Madonna (versione coreana) – 3:41 (testo: Kang Jiwon – musica: Kang Jiwon, Kim Kibum)

## Formazione
- Hyoseong – voce
- Zinger – rapper, voce
- Jieun – voce
- Sunhwa – voce